# Buffières
Buffières ist eine französische Gemeinde mit 277 Einwohnern (Stand: 1. Januar 2022) im Département Saône-et-Loire in der Region Bourgogne-Franche-Comté (vor 2016 Bourgogne). Die Gemeinde gehört zum Arrondissement Mâcon und zum Kanton Cluny.

## Geografie
Buffières liegt etwa 28 Kilometer westnordwestlich von Mâcon und etwa 30 Kilometer südsüdwestlich von Chalon-sur-Saône.
Nachbargemeinden von Buffières sind Chiddes im Norden und Nordwesten, La Vineuse sur Fregande im Osten und Nordosten, Château im Osten und Südosten, Bergesserin und Curtil-sous-Buffières im Süden sowie Sivignon im Westen.

## Bevölkerungsentwicklung
| Jahr                      | 1962 | 1968 | 1975 | 1982 | 1990 | 1999 | 2006 | 2011 | 2016 |
| Einwohner                 | 356  | 308  | 292  | 284  | 263  | 227  | 263  | 259  | 276  |
| Quelle: Cassini und INSEE |      |      |      |      |      |      |      |      |      |

## Sehenswürdigkeiten
- Kirche aus dem 13. Jahrhundert